# قرموشة مؤنفة الأشواك
القرموشة المؤنفة الأشواك (Haemaphysalis longicornis) هي إحدى أنواع القرموشة، وهي أحد أنواع القراد.
تقوم بنقل فيروس داء غابة كياسانور المسؤول عن داء غابة كياسانور.